# Humban
Humban was in de Elamitische mythologie de oppergod, ook bekend als "Meester van de Hemel". Zijn eerste vrouw was de Elamitische godin Pinikir, maar later trouwde hij met Kiririsha. Zij was de godin van Liyan, een havenplaats aan de Perzische Golf. Ze kregen een zoon genaamd Hutran.
Humban had een tempel in Susa.

## Humban in de niet-Elamitische mythologie
Humban komt eveneens voor in de Babylonische (Huwawa) en Soemerische mythologie (Humbaba). Hier werd hij echter als een wrede demon beschouwd. Het verhaal gaat dat Sjamasj, de Soemerische zonnegod Humban demoniseerde en Humbaba noemde, omdat hij een tempel in het cederwoud wilde. Humbaba werd de bewaker van het cederwoud. Het was ook Sjamasj die Gilgamesh en Enkidu uitstuurde om Humbaba te vermoorden.
Volgens de Mesopotamische mythologie was Humbaba een monsterachtige reus, opgevoed door Utu. In sommige bronnen wordt hij vermeld met een leeuwenkop. Hij is de broer van Pazuzu en Enki en de zoon van Hanbi.